# Banri Namikawa
Banri Namikawa (並河 萬里, Namikawa Banri, 1931, Tokio – 7. května 2006) byl japonský fotograf aktivní ve 20. století. Je známý díky svým fotografiím rozmanité kultury podél Hedvábné stezky, památek světového dědictví UNESCO a kulturních pokladů. Dokumentoval místa kulturního dědictví na Středním a Blízkém východě, v Asii a v Jižní a Střední Americe. Vydal řadu fotografických knih. Jeho fotografie jsou ve sbírce Tokijského muzea fotografie.

## Životopis
Narodil se v roce 1931 v Tokiu jako syn Ryo Namikawy. Během druhé světové války žil v důsledku evakuace ve městě Macua v prefektuře Šimane. Vystudoval střední školu Mjódžó Gakuen. Po ukončení studia fotografie na Nihon University College of Art, pokračoval ve fotografování světových archeologických nalezišť. Zemřel na rakovinu plic 7. května 2006, bylo mu 74 let.
Jedním z jeho reprezentativních děl je fotografická kniha Silk Road (Hedvábná stezka), která obsahuje fotografie ruin kolem Hedvábné stezky.

## Ceny a ocenění
Autor je držitelem celé řady cen v oblasti fotografie a umění:
- 1966: Zvláštní cena skupiny Frankfurt Photo Group
- 1967: Španělská cena za kulturu, fotografie (Spain photo Culture Award)
- 1968: obdržel cenu za kulturní úspěchy města Gwadarahara
- 1969: obdržel Rytířský kříž Španělska
- 1970: obdržel Cenu za vynikající zásluhy, Mexiko (Mexico Distinguished Merit Award)
- 1971: obdržel 21. výroční cenu Japonské fotografické společnosti
- 1972: obdržel kulturní cenu v Íránu
- 1973: přijal kulturní ocenění, Turecko
- 1974: obdržel cenu za vědu a kulturu, Turecko